# The Bitmap Brothers
Pour les articles homonymes, voir Bitmap.
 (juin 2019).
Si vous disposez d'ouvrages ou d'articles de référence ou si vous connaissez des sites web de qualité traitant du thème abordé ici, merci de compléter l'article en donnant les références utiles à sa vérifiabilité et en les liant à la section « Notes et références ».
The Bitmap Brothers est une société britannique de développement de jeu vidéo, basée à Wapping, à l'Est de Londres.

## Historique
The Bitmap Brothers fut cofondé en 1987 par Mike Montgomery, Steve Kelly et Eric Matthews. Ce petit studio va rapidement acquérir un statut culte auprès de la communauté de joueurs Amiga et Atari ST en enchaînant des productions à la qualité remarquable. Les graphistes Mark Coleman et Dan Malone et les compositeurs David Whittaker et Richard Joseph ont contribué aux productions.
Leurs deux premiers jeux sortent en 1988 : Xenon, shoot them up vertical, et Speedball, un jeu de sport futuriste, reçoivent un accueil favorable du public. Xenon est notamment le premier jeu Amiga à faire son entrée dans le Top40 des ventes en Angleterre.
En 1989, Xenon 2: Megablast surprend par un degré de sophistication élevé, des graphismes détaillés et une bande-son percutante. Les développeurs s'essayent ensuite avec succès au jeu d'aventure avec Cadaver, un titre passionnant qui sera complété par une extension sous-titrée The Payoff. Refonte complète du premier épisode, Speedball 2: Brutal Deluxe se distingue en 1990 en proposant des rencontres intenses dans une ambiance électrique.
En quête d'indépendance, les Bitmaps Brothers mettent alors un terme au contrat qui les lient à l'éditeur/distributeur Mirrorsoft pour s'engager avec Renegade Software, société dont ils sont à l'origine avec Martin Heath. Le premier jeu à voir le jour sous ce label est Gods en mars 1991. Inventif et joliment réalisé, ce jeu de plate-forme/action prend place dans une Grèce antique fantastique : il est parfois considéré comme le titre le plus abouti des Bitmap Brothers. En octobre 1991, Magic Pockets, un jeu de plate-forme coloré, est salué pour son originalité. Enfin, en 1993, The Chaos Engine, un jeu de tir multijoueur, clôt avec brio l'une des plus prolifiques séries de productions de l'ère 2D.
Comme d'autres petites structures indépendantes, les Bitmap Brothers, qui revendiquent leur autonomie, tardent à opérer la transition vers le nouveau standard 3D imposé par la nouvelle génération de PC et de consoles. En 1996, le studio sort son dernier titre Amiga, The Chaos Engine 2, et se frotte à un nouveau genre de jeu avec Z sur PC. Teinté d'humour noir et à l'intelligence artificielle innovante, ce jeu de stratégie temps réel est bien accueilli par la presse spécialisée. Malgré de bonnes ventes, le titre n'atteint pas la popularité des références déjà établies comme Warcraft ou Command and Conquer. En 1998, Steve Kelly et Eric Matthews quittent la direction de la société et se concentrent sur leur carrière respective de programmeur et de concepteur. Le studio s'attèle alors à ses deux premiers projets en 3D qui voient le jour fin 2000 : Speedball 2100 sur PlayStation et Z: Steel Soldiers sur PC.
En 2002, Mike Montgomery engage une nouvelle restructuration de la société et signe un partenariat avec Crawfish Interactive afin d'adapter le catalogue 8/16 bits sur Game Boy Advance et Pocket PC. Après l'annulation du projet Speedball Arena et la sortie en mai 2003 de World War 2: Frontline Command, les Bitmap Brothers n'ont depuis plus développé aucun jeu.
En octobre 2010, Speedball 2 sort sur IPad et IPhone.
À la suite de cela, Z est également publié pour les appareils exécutant iOS et Android, les écrans tactiles se prêtant particulièrement à ce genre de jeu.
Le 2 juillet 2012 la version pour Android de Speedball 2: Evolution est annoncée et publiée dans Google Play ; en 2013, The Chaos Engine est recréé pour une sortie sur PC, Linux et Mac.

## Fin et rachat
Depuis le 25 novembre 2019, la société de jeu video 'Rebellion software' a racheté la compagnie Bitmap Brothers.

## Productions
- 1988 - Xenon
- 1988 - Speedball
- 1989 - Xenon 2: Megablast
- 1990 - Cadaver
- 1990 - Speedball 2: Brutal Deluxe
- 1991 - Gods
- 1991 - Cadaver: The Pay Off
- 1991 - Magic Pockets
- 1993 - The Chaos Engine
- 1994 - Speedball 2: Brutal Deluxe CD32
- 1996 - The Chaos Engine 2
- 1996 - Z
- 2000 - Xenon 2000: Project PCF[3],[4]
- 2000 - Speedball 2100
- 2000 - Z: Steel Soldiers
- 2003 - World War II: Frontline Command

Trois compilations dédiées sont également sorties. The Bitmap Brothers Volume 1 (1992 ; Amiga, ST et PC) contient Xenon, Cadaver, son extension The Pay Off et Speedball 2. Le Volume 2 (1993 ; Amiga) contient Gods, Magic Pockets et Xenon 2. Enfin, The Bitmap Brothers Compilation (1995 ; PC) regroupe Cadaver, The Pay Off, Gods, Magic Pockets, Speedball 2 et Xenon 2.

## Récompenses
Quelques-unes des récompenses reçues par cette équipe de développement :
- The Bitmap Brothers : Développeur 16bits de l'année 1989 (Golden Joystick Awards)
- Xenon : Bande-son de l'année 1988 (InDin)
- Speedball : Jeu de l'année 1988 (Golden Joystick Awards)
- Xenon 2: Megablast : Shoot'em up de l'année 1989 (Quatre d'Or, ELSPA Awards) ; Bande-son de l'année 1989 (InDin)
- Cadaver : Jeu d'aventure de l'année 1990 (Gen4 d'Or, Fnac)
- Speedball 2 : Jeu original de l'année 1990 (Gen4 d'Or, Fnac) ; Jeu d'arcade de l'année 1990 (InDin) ; Bande-son de l'année 1990 (Golden Joystick Awards)
- Magic Pockets : Jeu de plate-forme de l'année 1991 (Tilt d'Or)
- Gods : ACE Trailblazer 1992
- The Chaos Engine : Jeu d'action de l'année 1994 (Sega Awards) ; Jeu multijoueur de l'année 1994 (Power Play)